# Erandir
Francisco Erandir da Silva Feitosa, o Erandir, (Fortaleza, 5 de agosto de 1982) é um ex-futebolista brasileiro que atuava como volante.

## Carreira
Revelado nas categorias de base do Fortaleza no ano de 2000, Erandir, tornou-se um símbolo de jogador do Fortaleza pela sua disposição e pela demonstração de vontade em defender a sua equipe.
Com apenas 18 anos, destacou-se pela equipe profissional do Fortaleza no Campeonato do Nordeste de 2001, sendo logo indicado ao Atlético-PR pelo técnico Mário Sérgio, tornando-se um novo jogador do clube paranaense. No Atlético-PR, Erandir atuou como líbero e lateral-esquerdo, mas não conseguiu se firmar na equipe, voltando para o Fortaleza dois meses depois da sua contratação.
No Fortaleza, o jogador mudou de posição, passando a jogar como segundo volante, o que favoreceu a sua característica de sair bem jogando com a bola. Deste modo, o jogador foi campeão cearense em 2003 e em 2004, ano em que foi um dos destaques do elenco que conseguiu o ascender à Série A do Campeonato Brasileiro de Futebol.
Em 2005, foi campeão cearense mais uma vez. Em 2006, teve os seus direitos federativos comprados pelo Atlético-PR, onde atuou entre 2006 e 2008.
Erandir, foi emprestado ao Fortaleza, em 2008, para readquirir o seu bom futebol, novamente no clube cearense, quando o jogador foi campeão cearense em 2008, participou da Copa do Brasil, mas o time que começou bem o Campeonato Brasileiro da Série B passou a lutar contra o descenso à Série C. De revelação e símbolo do clube alencarino a vilão, devido a más atuações, porém, no final do campeonato, deu a volta por cima, com boas atuações que conjuntamente com outros jogadores como Osvaldo, tirou o clube da zona de rebaixamento na última partida, diante de 51 mil espectadores no Castelão. Ao final da partida, Erandir teve o seu nome ecoado no estádio, a torcida o recompensava novamente.
Em 2009, O Atlético-PR rescindiu o contrato com o volante, que foi para o ABC. E em 2010 assinou pelo Atlético Goianiense, onde foi campeão goiano. O jogador é primo do lateral-direito Amaral que joga na Caracas, da Venezuela.
Em 2012, Erandir acerta com o Guarany de Sobral, do Ceará. Em março, com a má campanha do Guarany de Sobral no Cearense e ele pediu pra sair.
Em 2013, acertou com o Boa Esporte, mas em março, voltou para o futebol cearense para defender o Horizonte. Em 2015,  Erandir continua no futebol cearense, agora defendendo o Ferroviário para a disputa da Copa Fares Lopes 2015.
Em 2016, Erandir disputou o Campeonato Cearense Série B pelo Ferroviário Atlético Clube, onde conseguiu o acesso à Série A do Campeonato Cearense. Pelo Ferroviário, atuando como zagueiro, Erandir se tornou vice-campeão cearense em 2017, após boa campanha em que o "Tubarão da Barra" venceu o Fortaleza nas semifinais, perdendo apenas para o Ceará Sporting Clube na disputa do título.
Cogitado para retornar ao Fortaleza em 2017, para disputar a Terceira Divisão brasileira, Erandir teve seu nome vetado pela diretoria do "Tricolor do Pici", permanecendo no Ferroviário.
Atualmente exerce a função de auxiliar técnico do Caucaia.

## Títulos
Atlético Paranaense
- Campeonato Brasileiro: 2001

Fortaleza
- Campeonato Cearense: 2000, 2001, 2003, 2004, 2005 e 2008

Atlético Goianiense
- Campeonato Goiano: 2010

Ferroviário
- Campeonato Brasileiro de Futebol - Série D: 2018
- Copa Fares Lopes: 2018